# Canton de la Possession
Le canton de la Possession est une circonscription électorale française de l'île de La Réunion, département et région d'outre-mer français de l'océan Indien. Il correspond exactement à la commune de La Possession.

## Histoire
Le canton a été créé par la loi no 49-1102 du 2 août 1949.
Un nouveau découpage territorial de La Réunion entre en vigueur à l'occasion des premières élections départementales suivant le décret du 24 février 2014. Les conseillers départementaux sont, à compter de ces élections, élus au scrutin majoritaire binominal mixte. Les électeurs de chaque canton élisent au Conseil départemental, nouvelle appellation du Conseil général, deux membres de sexe différent, qui se présentent en binôme de candidats. Les conseillers départementaux sont élus pour 6 ans au scrutin binominal majoritaire à deux tours, l'accès au second tour nécessitant 12,5 % des inscrits au 1er tour. En outre la totalité des conseillers départementaux est renouvelée. Ce nouveau mode de scrutin nécessite un redécoupage des cantons dont le nombre est divisé par deux avec arrondi à l'unité impaire supérieure si ce nombre n'est pas entier impair, assorti de conditions de seuils minimaux. Dans La Réunion, le nombre de cantons passe ainsi de 49 à 25.
Le canton de la Possession n'a pas été modifié par ce redécoupage.

## Représentation

### Représentation avant 2015
| Période                                  | Période      | Identité          | Étiquette | Qualité                            |
| ---------------------------------------- | ------------ | ----------------- | --------- | ---------------------------------- |
| 1955                                     | 1964         | Morin Dambreville | DVD       | Maire de La Possession (1957-1964) |
| 1965                                     | 1973         | Roland Payet      | DVD       | Maire de La Possession (1965-1971) |
| 1973                                     | 2014 (décès) | Roland Robert     | PCR       | Maire de La Possession (1971-2014) |
| Les données manquantes sont à compléter. |              |                   |           |                                    |

### Représentation depuis 2015
| Période élective | Période élective | Mandat | Mandat   | Identité           | Nuance | Nuance | Qualité |
| ---------------- | ---------------- | ------ | -------- | ------------------ | ------ | ------ | --- |
| 2015             | 2021             | 2015   | 2021     | Anne-Flore Deveaux |        | DVD    | Conseillère municipale de La Possession (depuis 2014), membre d'Objectif Réunion                                                                        |
| 2015             | 2021             | 2015   | 2021     | Philippe Robert    |        | DVG    | Conseiller municipal de La Possession, membre du PCR |
| 2021             | 2028             | 2021   | en cours | Gilles Hubert      |        | DVG    | Président de la Ligue réunionnaise d'athlétisme Premier adjoint au maire de La Possession, membre de PLR, 13ème Vice-Président du conseil départemental |
| 2021             | 2028             | 2021   | en cours | Fabiola Lagourde   |        | DVG    | Cheffe d'entreprise, conseillère municipale de La Possession                                                                                            |

### Résultats détaillés

#### Élections de mars 2015
À l'issue du 1er tour des élections départementales de 2015, deux binômes sont en ballottage : Anne-Flore Deveaux et Philippe Robert (PCF, 27,59 %) et Jocelyne Cavane et Robert Tuco (DVG, 24,19 %). Le taux de participation est de 51,95 % (11 627 votants sur 22 381 inscrits) contre 43,81 % au niveau départemental et 50,17 % au niveau national.
Au second tour, Anne-Flore Deveaux et Philippe Robert (PCF) sont élus avec 55,14 % des suffrages exprimés et un taux de participation de 43,65 % (4 574 voix pour 9 287 votants pour 21 277 inscrits).

#### Élections de juin 2021
Le premier tour des élections départementales de 2021 est marqué par un très faible taux de participation (33,26 % au niveau national). Dans le canton de la Possession, ce taux de participation est de 31,54 % (7 572 votants sur 24 004 inscrits) contre 36,5 % au niveau départemental. À l'issue de ce premier tour, deux binômes sont en ballottage : Gilles Hubert et Fabiola Lagourde (DVG, 34,16 %) et Philippe Robert et Julicia Serveaux Lapinsonnière (DVG, 25,32 %).
Le second tour des élections est marqué une nouvelle fois par une abstention massive équivalente au premier tour. Les taux de participation sont de 34,36 % au niveau national, 45,5 % dans le département et 40,84 % dans le canton de la Possession. Gilles Hubert et Fabiola Lagourde (DVG) sont élus avec 56,86 % des suffrages exprimés (4 959 voix pour 9 807 votants et 24 012 inscrits),,.

## Composition
Le canton comprend une commune entière.
| Nom                                   | Code Insee | Intercommunalité               | Superficie (km2) | Population (dernière pop. légale) | Densité (hab./km2) | Modifier                                    |
| ------------------------------------- | ---------- | ------------------------------ | ---------------- | --------------------------------- | ------------------ | ------------------------------------------- |
| La Possession (bureau centralisateur) | 97408      | CA Territoire de la Côte Ouest | 118,35           | 36 390 (2022)                     | 307                | modifier les données · modifier les données |
| Canton de la Possession               | 97403      |                                |                  | 36 390 (2022)                     |                    | modifier les données                        |

## Démographie
En 2022, le canton comptait 36 390 habitants, en évolution de +10,36 % par rapport à 2016 (La Réunion : +3,33 %, France hors Mayotte : +2,11 %).
| 2013   | 2018   | 2022   |
| ------ | ------ | ------ |
| 31 439 | 32 633 | 36 390 |